# Julio Casas Regueiro
Julio Casas Regueiro (* 16. Februar 1936 in Bombí (Provinz Oriente); † 3. September 2011 in Havanna) war ein kubanischer Militär und Politiker.

## Leben
Casas wuchs in einer wohlhabenden Familie des ländlichen Bürgertums auf und absolvierte seine Schulzeit in der Hauptstadt der Provinz Oriente, Santiago de Cuba. An der dortigen Handelsschule machte er anschließend eine kaufmännische Ausbildung und arbeitete in einem Lebensmittelhandel sowie später in einer Bank. Er nahm aktiv am in der kubanischen Revolution mündenden Widerstand gegen den 1952 durch einen Putsch an die Macht gekommenen Präsidenten Fulgencio Batista teil. Im Juni 1957 gab Casas seine Arbeit als Bankangestellter auf und kehrte auf das Landgut seiner Eltern in der Ortschaft Bombí (im heutigen Municipio El Salvador) zurück, von wo aus er Kontakt mit der von Fidel Castro geführten, bewaffneten Bewegung des 26. Juli (Ejército Rebelde) aufnahm. Als Castros Bruder Raúl in der nahe gelegenen Sierra Cristal im März 1958 die Kampfgruppe Segundo Frente Oriental "Frank País" aufbaute, schloss sich Casas ihm an und wurde zu einem seiner engsten Mitarbeiter und persönlicher Adjutant. Er gründete innerhalb der Segundo Frente die Einheit Nr. 6 (Columna Número 6). In der Rebellentruppe tat sich Casas vor allem auf den Gebieten Organisation und Logistik hervor, indem er seine Kampfgruppe durch ein auf Steuern gestütztes Nachschub- und Ausbildungssystem erfolgreich absicherte.
Nach dem Sieg der Revolution am 1. Januar 1959 wurde er zunächst Adjutant des Chefs der Nationalen Revolutionspolizei (Policía Nacional Revolucionaria, PNR) und danach im Juni 1959 Leiter der Verwaltungsabteilung der PNR. Im Januar 1960 erfolgte seine Ernennung zum Leiter der Abteilung für Beschaffung im Verteidigungsministerium (Ministro de las Fuerzas Armadas Revolucionarias).
In der Folgezeit nahm er weitere wichtige Ämter innerhalb der Revolutionären Streitkräfte (Fuerzas Armadas Revolucionarias) ein, unter anderem Leiter der Direktion für die Nachhut, und absolvierte mehrere militärische Fortbildungen, darunter an der Woroschilow-Militärakademie des Generalstabes der UdSSR. 1969 wurde er zum Vizeminister befördert.
Als für die Nachhut zuständiger Stellvertretender Chef der Kubanischen Militärmission in Äthiopien (Ogadenkrieg) trug er 1978 wesentlich zu deren Erfolg bei, indem er die weiten Nachschubwege organisierte. Danach war er Kommandeur der FAR in Ostkuba (Ejército Oriental) und übernahm 1982 das Kommando über die Truppen der Luftverteidigung (Defensa Antiaérea de las Fuerzas Armadas Revolucionarias, DAAFAR) ernannt. In dieser Funktion führte er die ersten umfassenden Umstrukturierungen und Rationalisierungen innerhalb des kubanischen Revolutionären Streitkräfte durch. Aus der Umwidmung von Flugzeugen des Lufttransportregiments für nichtmilitärische Transporte entstand die von Militärs geführte Firma Gaviota S.A., die in der Folge zum größten Touristikkonzern des Landes anwuchs. Später wurde Casas offizieller Beauftragter des Verteidigungsministeriums für wirtschaftliche Aktivitäten und trug für den Rest seines Lebens Verantwortung für die von ihm gegründete Holding GAESA (Grupo de Administración Empresarial S.A.), in der sämtliche marktwirtschaftlich organisierten Unternehmen des Militärs und damit wesentliche Teile der kubanischen Wirtschaft zusammengefasst sind.
Seit 1986 war er Mitglied des Staatsrates. 1989 gehörte er dem militärischen Sondergericht an, das den unter anderem wegen Hochverrats und Drogenhandels angeklagten „Helden der Kubanischen Revolution“, General Arnaldo Ochoa und drei weitere Angeklagte zum Tode verurteilte. 1990 wurde er zum Stellvertretenden Verteidigungsminister ernannt. 2001 folgte seine Beförderung in den Rang eines Drei-Sterne-Generals (General de Cuerpo de Ejército) – in Kuba trägt allein Raúl Castro vier Sterne.
Nachdem Raúl Castro am 24. Februar 2008 als Nachfolger Fidel Castros Vorsitzender des Staatsrates sowie des Ministerrates geworden war, übernahm Casas Regueiro von diesem das Amt des Verteidigungsministers und wurde zu einem der Vizepräsidenten des Staatsrates gewählt. Er galt als dessen rechte Hand.
Casas war Gründungsmitglied der Kommunistischen Partei Kubas (PCC), Delegierter sämtlicher Parteitage, seit dem I. Parteitag Mitglied des Zentralkomitees sowie seit dem IV. Parteitag Mitglied des Politbüros. Darüber hinaus war er seit 1981 Abgeordneter der Nationalversammlung (Asamblea Nacional del Poder Popular) für den Wahlbezirk Encrucijada (Provinz Villa Clara).
Julio Casas’ älterer Bruder Senén (1934–1996) war ebenfalls aktiver Kämpfer der Rebellenarmee und später General, Minister (für Transport), Mitglied des Staatsrates, Abgeordneter der Nationalversammlung, sowie Mitglied des Zentralkomitees der PCC.
Casas verstarb am 3. September 2011 an Herzversagen. Unmittelbar nach seinem Tod verlieh ihm der Staatsrat den Ehrentitel „Held der Arbeit der Republik Kuba“, außerdem wurde eine halbtägige Staatstrauer angeordnet. Zwei Monate später wurde seine Urne an der Gedenkstätte der Kampfgruppe Segundo Frente Oriental „Frank País“ in der Nähe seines Geburtsorts im ostkubanischen Mayarí Arriba (Municipio Segundo Frente) in Anwesenheit des Präsidenten Raúl Castro und zahlreicher Ehrengäste in einem Staatsbegräbnis feierlich beigesetzt.